# 集通線
集通線（しゅうつうせん）とは、中華人民共和国内モンゴル自治区ウランチャブ市集寧区に位置する集寧南駅と同通遼市ホルチン区に位置する通遼駅とを結ぶ鉄道路線である。

## 概要
内モンゴル自治区政府と中国鉄路総公司の合資企業である内蒙古集通鉄路有限責任公司が運営する地方鉄道であり、1995年12月1日に開業した。地方鉄道としては中国最長である。全線単線非電化である。世界で最も遅くまで蒸気機関車が現役で使用されていた主要幹線の一つである。2005年12月8日には蒸気機関車のラストランが行われ、ディーゼル機関車に置き換えられた。